# Tommy
Tommy este al patrulea album al formației engleze de rock The Who. Este un dublu album ce spune povestea unui „băiat surdo-mut și orb” care devine liderul unei grupări mesianice. Tommy a fost primul album realizat în stilul unei opere rock. Lansat în 1969, discul a fost compus în mare parte de chitaristul Pete Townshend. În 1998 a fost inclus în Grammy Hall of Fame ca fiind valoros din punct de vedere „istoric și artistic”.

## Lista melodiilor

### Disc 1
1. "Overture" (5:21)
2. "It's a Boy" (0:38)
3. "1921" (2:49)
4. "Amazing Journey" (3:25)
5. "Sparks" (3:46)
6. "Eyesight to The Blind" (Williamson) (2:13)
7. "Christmas" (4:34)
8. "Cousin Kevin" (Entwistle) (4:07)
9. "The Acid Queen" (3:34)
10. "Underture" (10:09)

### Disc 2
1. "Do You Think It's Alright ?" (0:24)
2. "Fiddle About" ( Entwistle ) (1:29)
3. "Pinball Wizzard" (3:01)
4. "There's a Doctor" (0:23)
5. "Go to The Mirror !" (3:49)
6. "Tommy , Can You Hear Me ?" (1:36)
7. "Smash The Mirror" (1:35)
8. "Sensation" (2:27)
9. "Miracle Cure" (0:12)
10. "Sally Simpson" (4:12)
11. "I'm Free" (2:40)
12. "Welcome" (4:34)
13. "Tommy's Hollyday Camp" ( Moon ) (0:57)
14. "We're Not Gonna Take It"/"See Me, Feel Me" (7:08)

- Toate cântecele au fost scrise de Pete Townshend, cu excepția celor notate.

## Single-uri
- "Pinball Wizard"/"Dogs , Pt. 2" (1969)
- "Go to The Mirror !"/"Sally Simpson" (1969)
- "I'm Free"/"We're Not Gonna Take It"/"Tommy, Can You Hear Me ?" (1969)
- "See Me, Feel Me"/"Overture from Tommy" (1970)

## Componență
- Roger Daltrey - voce, muzicuță, tamburină
- Pete Townshend - chitară, banjo, claviaturi, voce
- John Entwistle - chitară bas, trompetă, voce
- Keith Moon - tobe, percuție, voce